# Matsuda
Matsuda (jap. 松田町 Matsuda-machi) – miasto w Japonii, na wyspie Honsiu, w prefekturze Kanagawa. Według danych na rok 2020 miejscowość zamieszkiwało 10 840 mieszkańców , a gęstość zaludnienia wyniosła 287,2 os./km².